# Strzelectwo na Letnich Igrzyskach Olimpijskich 1920 – runda pojedyncza do sylwetki jelenia
Runda pojedyncza do sylwetki jelenia była jedną z konkurencji strzeleckich na Letnich Igrzyskach Olimpijskich 1920. Zawody odbyły się w dniu 27 lipca. Dokładna liczba uczestników nie jest znana.

## Wyniki
Strzelano ze 100 metrów. Każdy zawodnik miał 10 przebiegów jelenia. Sylwetka jelenia poruszała na dystansie 23 metrów w czasie 4 sekund. Maksymalna liczba punktów do zdobycia indywidualnie wynosiła 100.
| Miejsce | Zawodnicy           | Wynik | Dogrywka |
| ------- | ------------------- | ----- | -------- |
| 1       | Otto Olsen          | 43    |          |
| 2       | Alfred Swahn        | 41    | 20       |
| 3       | Harald Natvig       | 41    | 19       |
| 4       | Yrjö Kolho          | 40    |          |
| 5       | Robert Tikkanen     | 40    |          |
| 6       | Fredric Landelius   | 39    |          |
| 7       | Lawrence Nuesslein  | 38    |          |
| 8       | Oscar Swahn         | 37    |          |
| –       | Willis A. Lee       | 33    |          |
| –       | Thomas Brown        | 33    |          |
| –       | Joseph Jackson      | 30    |          |
| –       | Lloyd Spooner       | 30    |          |
| –       | nieznani uczestnicy |       |          |